# Mizuko kuyō

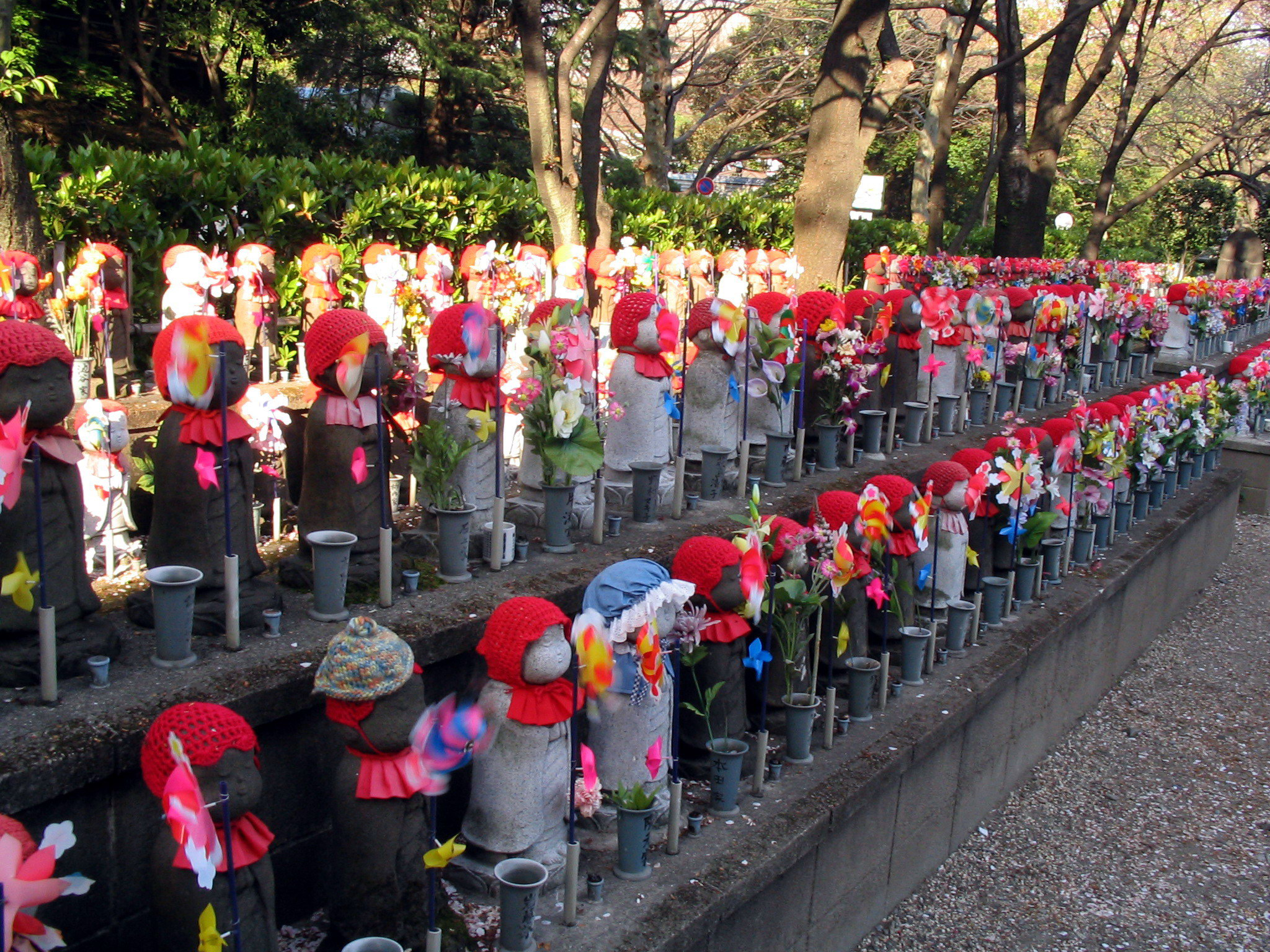
Jizō-Statuten im Zōjō-ji in Tokyo

Mizuko kuyō (水子供養 mizuko kuyō, deutsch: „Wasserkind-Gedenkzeremonie“) ist eine in Japan praktizierte Zeremonie nach Fehlgeburten, Totgeburten oder Abtreibungen. Obwohl Riten für Ungeborene im Buddhismus lange bekannt sind, wurde der heutige Brauch erst seit den 1970ern populär und geht nicht unmittelbar auf traditionelle Vorstellungen zurück. Gründe für den Ritus sind unter anderem die Trauer der Eltern, der Wunsch, die Seele des Fötus zu retten, Schuldgefühle nach einer Abtreibung oder auch Angst vor der Strafe eines Rachegeistes.

## Wortbedeutung
Mizuko (水子), wörtlich „Wasserkind“, ist das japanische Wort für ein totgeborenes Baby, ursprünglich auch für früh verstorbene Kinder gebraucht, während kuyō (供養) sich auf eine Begräbniszeremonie bezieht. Die Schriftzeichen für Mizuko können alternativ in der On-Lesung suiko gelesen werden und meinen ursprünglich einen Dharma-Namen (kaimyō), der nach dem Tode verliehen wurde.

## Entwicklung
Das mizuko kuyō, das normalerweise von einem buddhistischen Priester durchgeführt wird:65, dient dazu Jizō, einem kinderschützenden Bodhisattva, Opfer darzubringen. Es steht geschichtlich im Zusammenhang mit Fehlgeburten, aber auch Abtreibungen und sog. „postnataler Geburtenkontrolle“, bei der die Gemeinschaft Kindstötung nicht nur aus Not und Armut, sondern auch zur Wohlstandsicherung stillschweigend akzeptierte.:13
Im heutigen Japan ist mizuko kuyō wieder präsent, wobei unklar ist, inwieweit die heute praktizierten Zeremonien an  historische Formen anknüpfen. Bis ins 21. Jahrhundert hinein stand die Zeremonie aufgrund mangelnder Sexualaufklärung und dem Mangel an Verhütungsmitteln vordergründig im Zusammenhang mit der Geburtenkontrolle, da z. B. die Anti-Baby-Pille in Japan erst 1999 vollständig legalisiert wurde, während die Abtreibungsindustrie florierte.:13

## Zeremonie
Elemente der Zeremonie variieren je nach Tempel oder buddhistischer Schule bzw. werden individuell angepasst. Tempel bieten üblicherweise gegen eine Spende an, eine Jizō-Statue im Tempelgarten zu platzieren, die in Ermangelung eines Grabes ein Ort des Gedenkens sein kann. Ihr werden ein roter Umhang und eine Kappe angezogen, auch können Eltern die Statue mit Gegenständen des Kindes dekorieren. Die Zeremonie wird entweder von den Eltern gemeinsam oder einem Elternteil, nicht notwendig der Mutter, wahrgenommen.:73 Die Form des Gedenkens kann variieren von einer einmaligen Feier bis hin zu monatlichen oder jährlichen Gedenkfeiern.
Einige Elemente in der Zeremonie gleichen denen der Begräbnisriten für Verstorbene, die senzo kuyō (先祖供養) genannt werden:74: Der Priester blickt zum Altar und beschwört diverse Buddhas und Bodhisattvas. Mantras  werden rezitiert, um Jizō anzurufen und zu preisen. Dabei kommen oft das Herz-Sutra und das 25. Kapitel der Lotos-Sutra zum Einsatz, letzteres ist auch bekannt als „Avalokiteshvara-Sutra“, womit die indische Version Jizōs gemeint ist. Im Namen des betrauerten Kindes werden Opfergaben an die Buddhas dargebracht, typischerweise Essen, Getränke, Räucherstäbchen oder Blumen. Die Zeremonie wird beendet, indem ein buddhistischer Name kaimyō vergeben und manchmal eine Jizō-Statue am Tempel aufgestellt wird.:74

## Kritik
Obwohl dieser Brauch seit den 1970ern in der Öffentlichkeit wahrgenommen wird, gibt es Bedenken und kritische Stimmen, die den Tempeln vorwerfen, vom Unglück der Frauen bzw. Familien profitieren zu wollen. Amerikanische Religionswissenschaftler kritisierten, dass hierfür gezielt die aus dem japanischen Glauben stammende Angst, dass sich die Geister der Toten womöglich für Misshandlungen rächen könnten, beschwört und ausgenutzt würde. Andere Forscher stellen dagegen, dass die Tempel nur dem Bedarf der Menschen entgegenkommen.

## Vergleichbare Praktiken
Ein ähnlicher Brauch ist im heutigen Taiwan zu finden: yingling gongyang. Der moderne taiwanesische Brauch kam Mitte der 1970er auf und wurde in den 1980ern besonders populär. Der Brauch lehnt sich sowohl an traditionelle Elemente aus der Han-Dynastie als auch an den japanischen Brauch an, wird jedoch als ein aus Japan importierter Brauch wahrgenommen. Die moderne Ausübung wird auf die Probleme der Modernisierung zurückgeführt, z. B. wachsende Bevölkerung, Urbanisation und schrumpfende Familiengröße, und der sich ändernden Einstellung zu Sexualität, die sich zunächst in Japan zeigte und später in Taiwan.